# Mihály Bíró
Mihály «Dani» Bíró (en húngaro: Bíró Mihály; Budapest, 27 de septiembre de 1919-ibídem, junio de 1970) fue un futbolista húngaro que se desempeñaba como delantero.

## Selección nacional
Formó parte de la Hungría subcampeona de la Copa del Mundo de 1938, pese a no haber jugado ningún partido durante el torneo.

### Participaciones en Copas del Mundo
| Mundial                        | Sede    | Resultado  | Partidos | Goles |
| ------------------------------ | ------- | ---------- | -------- | ----- |
| Copa Mundial de Fútbol de 1938 | Francia | Subcampeón | 0        | 0     |

## Clubes
| Club        | País    | Año       |
| ----------- | ------- | --------- |
| Ferencváros | Hungría | 1937-1940 |

## Palmarés

### Campeonatos nacionales
| Título              | Club        | País    | Año  |
| ------------------- | ----------- | ------- | ---- |
| Nemzeti Bajnokság I | Ferencváros | Hungría | 1938 |
| Nemzeti Bajnokság I | Ferencváros | Hungría | 1940 |

### Copas internacionales
| Título       | Club        | Sede          | Año  |
| ------------ | ----------- | ------------- | ---- |
| Copa Mitropa | Ferencváros | Roma (Italia) | 1937 |